# Kannami
Kannami (函南町?) è una cittadina giapponese della prefettura di Shizuoka.